# Глоги
Глоги или Глоге (на македонска литературна норма: Глоѓи; на албански: Gllogja) е село в Северна Македония, в Община Теарце.

## География
Селото е разположено в областта Долни Полог в източните поли на Шар в долината на река Теарска Бистрица.

## История
В османски данъчни регистри на немюсюлманското население от вилаета Калканделен от 1626 – 1627 година е отбелязано село Глоге с 18 джизие ханета (домакинства).
В края на XIX век Глоги е българско село в Тетовска каза на Османската империя. Според статистиката на Васил Кънчов („Македония. Етнография и статистика“) в 1900 година Елошникъ има 210 жители българи християни.
По данни на секретаря на Българската екзархия Димитър Мишев („La Macédoine et sa Population Chrétienne“) в 1905 година всичките 240 християнски жители на Глоге са българи екзархисти.
При избухването на Балканската война в 1912 година 4 души от Глоги са доброволци в Македоно-одринското опълчение.
Според Афанасий Селишчев в 1929 година Глоге е село в Доброшка община и има 57 къщи с 444 жители българи и турци.
Според преброяването от 2002 година Глоги има 1295 жители.
| Националност     | Всичко |
| северномакедонци | 310    |
| албанци          | 983    |
| турци            | 1      |
| роми             | 0      |
| власи            | 0      |
| сърби            | 0      |
| бошняци          | 0      |
| други            | 1      |

## Личности
Родени в Глоги
- Езекил Лешочки (1836 – 1898), български духовник, игумен на Лешочкия манастир
- Любчо Силяновски (р. 1949), северномакедонски писател